# Siro Kurita
Siro Kurita (n. 1936-22 de agosto de 2019) fue un botánico, pteridólogo, y genetista japonés. Desarrolló actividades académicas en el Instituto de investigaciones NODAI, de la Universidad de Tokio de Agricultura.

## Algunas publicaciones
- hiroshi Ishikawa, motomi Ito, yasuyuki Watano, siro Kurita. 2003. Electrophoretic evidence for homoeologous chromosome pairing in the apogamous fern species Dryopteris nipponensis (Dryopteridaceae). J. of Plant Res. 116 ( 2): 165-167, resumen DOI: 10.1007/s10265-003-0082-x (enlace roto disponible en Internet Archive; véase el historial, la primera versión y la última).

- ---------------------, y. Watano, k. Kano, m. Ito, s. Kurita. 2002. Development of primer sets for PCR amplification of the PgiC gene in ferns. J. of Plant Res. 115 ( 1): 0065-0070, resumen DOI: 10.1007/s102650200010 (enlace roto disponible en Internet Archive; véase el historial, la primera versión y la última).

- koichi Uehara, siro Kurita. 1989. Ultrastructural study of spore wall morphogenesis in Ophioglossum thermale Kom. var.nipponicum (Miyabe et Kudo) nishida. J. of Plant Res. 102 ( 3 ): 413-427 resumen DOI: 10.1007/BF02488124 (enlace roto disponible en Internet Archive; véase el historial, la primera versión y la última).

- -------------------, ---------------. 1989. An Ultrastructural Study of Spore Wall Morphogenesis in Equisetum arvense. Am. J. of Botany 76 ( 7): 939-951 resumen

- La abreviatura «Kurita» se emplea para indicar a Siro Kurita como autoridad en la descripción y clasificación científica de los vegetales.[2]